# Andrew J. Thayer

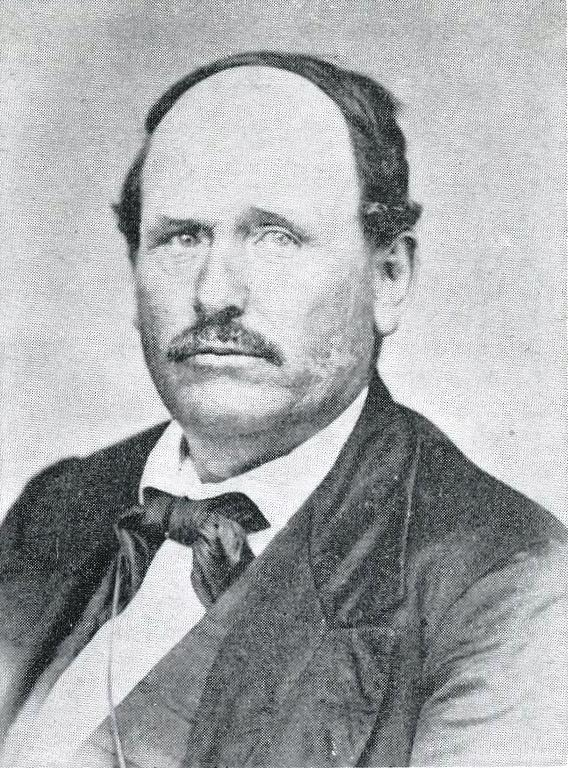
Andrew J. Thayer

Andrew Jackson Thayer (* 27. November 1818 in Lima, New York; † 28. April 1873 in Corvallis, Oregon) war ein US-amerikanischer Jurist und Politiker. Im Jahr 1861 vertrat er den Bundesstaat Oregon im US-Repräsentantenhaus.

## Frühe Jahre
Andrew Thayer war der ältere Bruder von William Wallace Thayer, der zwischen 1878 und 1882 als Gouverneur von Oregon fungierte. Andrew besuchte die öffentlichen Schulen seiner Heimat. Nach einem anschließenden Jurastudium und seiner 1849 erfolgten Zulassung als Rechtsanwalt begann er in seinem Geburtsort Lima zusammen mit seinem Bruder William seinen neuen Beruf auszuüben. Im Jahr 1853 zog er nach Westen und ließ sich im Benton County im damaligen Oregon-Territorium nieder. Dort arbeitete er sowohl als Rechtsanwalt als auch in der Landwirtschaft.

## Umstrittene Kongresswahlen
Am 2. März 1859 wurde Thayer von US-Präsident James Buchanan als Nachfolger von William H. Farrar zum Bundesstaatsanwalt für Oregon ernannt. Dieses Amt hat er sechs Monate lang ausgeübt. Thayer war Mitglied der Demokratischen Partei. Im November 1860 wurde er in das US-Repräsentantenhaus gewählt. Dies war von Anfang an umstritten, weil bereits im Juni desselben Jahres in Oregon allgemeine Wahlen stattgefunden hatten, bei denen George K. Shiel in den Kongress gewählt worden war. Zwischenzeitlich hatte man den Termin für die Kongresswahlen in Oregon mit sofortiger Wirkung auf November verlegt, ohne gesetzliche Regelungen hinsichtlich der bereits abgehaltenen Wahl zu treffen. Im November gewann dann Andrew Thayer. Somit hatte Oregon zwei gewählte Kongressabgeordnete für nur ein Mandat.
Andrew Thayer nahm am 4. März 1861 seinen Sitz im Repräsentantenhaus ein, während George Shiel dagegen klagte, weil er auf gültige Weise selbst in dieses Amt gewählt worden war. Am 30. Juli kam der Kongressausschuss, der sich mit Wahlen befasste (Committee on Elections) zum Schluss, dass Shiel der rechtmäßige Kongressabgeordnete für Oregon sei. Daraufhin musste Thayer seinen Sitz räumen.

## Weiterer Lebenslauf
Nach seiner Rückkehr nach Oregon arbeitete Andrew Thayer wieder zusammen mit seinem Bruder William als Rechtsanwalt. Zwischen 1862 und 1864 war er Bezirksstaatsanwalt im zweiten juristischen Bezirk von Oregon. Im Jahr 1870 wurde er als Richter an den Obersten Gerichtshof von Oregon berufen. Gleichzeitig war er Bezirksrichter im zweiten juristischen Bezirk. Diese Ämter bekleidete er bis zu seinem Tod im Jahr 1873.